# Beatriz de Luxemburgo
Beatriz de Luxemburgo (en húngaro: Luxemburgi Beatrix) (1305 – 1 de noviembre de 1319) Condesa de Luxemburgo, princesa del Sacro Imperio Romano Germánico y Reina consorte de Hungría, tercera esposa del rey Carlos Roberto de Hungría.

## Biografía
Beatriz era la hija menor del emperador Enrique VII del Sacro Imperio Romano Germánico (1275 - 1313) y de Margarita de Brabante (1276-1311). Beatriz tenía dos hermanos, Juan I de Bohemia (1296-1346) y María de Luxemburgo (1304-1324), futura reina consorte de Francia.
En 1318, para contribuir a las buenas relaciones entre el reino húngaro y el checo, fue dada en matrimonio al rey Carlos Roberto de Hungría, que había enviudado dos veces. Sin embargo, Beatriz no fue la excepción y un año después de su matrimonio murió en 1319 luego de haber dado a luz un niño de nombre desconocido, que murió antes que la propia reina. La fiebre puerperal había acabado con la segunda y tercera esposa del rey húngaro.
La reina consorte fue enterrada en la catedral de Nagyvárad cerca de la tumba de San Ladislao I de Hungría. El año siguiente, Carlos Roberto tomó una cuarta esposa, Isabel Łokietek (1305-1380), que dio cinco hijos al monarca húngaro. 
| Predecesor: María Piast de Polonia | Reina consorte de Hungría 1318-1319 | Sucesor: Isabel Łokietek |